# Daizo Okitsu
Daizo Okitsu (興津 大三 Okitsu Daizō?,  nacido el 15 de junio de 1974 en Hyogo) es un exfutbolista japonés. Jugaba de centrocampista y su último club fue el Cerezo Osaka de la J. League.

## Trayectoria

### Clubes
| Club            | País  | Año         |
| --------------- | ----- | ----------- |
| Shimizu S-Pulse | Japón | 1997 - 1999 |
| Cerezo Osaka    | Japón | 2000        |